# Karl Ebb
Karl »Kalle« Alfred Ebb, finski dirkač, plavalec, atlet, kolesar in alpski smučar, * 5. september 1896, Turku, Finska, † 22. avgust 1988, Helsinki, Finska.
Karl Ebb je bil vsestranski športnik, ki je tekmoval v plavanju, atletiki in kolesarstvu. Na Olimpijskih igrah 1924 je osvojil peto mesto v Steeplechasu. Bil je tudi pionir finskega alpskega smučanja in ustanovitelj Finske zveze za alpsko smučanje leta 1941. 
Na dirkah za Veliko nagrado je prvič opozoril nase v sezoni 1931, ko je na manjši dirki za Veliko nagrado Švedske zmagal in premagal tudi znamenitega Rudolfa Caracciolo. V sezoni 1933 je začel nastopati z dirkalnikom Mercedes SSK, s katerim je dirkal do konca svoje kariere, in zmagal na dirki Eläintarhanajot, na kateri je bil leta 1934 tretji, ponovno pa jo je dobil leta 1935, ko je zmagal še na dirki za Veliko nagrado Estonije. Zadnjič je nastopil v sezoni 1937, ko je bil na dirki Eläintarhanajot drugi. 
Leta 1994 je bil ustanovljen sklad v čast Karlu Ebbu in njegovi ženi Märthi Charlotte Reikko za promocijo finskega alpskega smučarja in finančno pomoč mladim finskim alpskih smučarjem. 